# Cuniculus hernandezi
La paca de Hernández o guagua de la cordillera Central (Cuniculus hernandezi) es una especie de roedor histricomorfo de gran tamaño (uno de los más grandes del mundo) del género Cuniculus que vive en bosques tropicales del noroeste de América del Sur. Es muy similar a la paca de montaña (Cuniculus taczanowskii) que habita los bosques de montaña andinos del trópico sudamericano.

## Taxonomía
Esta especie fue descrita originalmente en el año 2010 (luego de una investigación que demandó 15 años) por los zoólogos José Joaquín Castro (de la Universidad Distrital Francisco José de Caldas), Juan Bautista López (de la Universidad Nacional de Colombia, en Medellín) y Francisco Becerra.
Etimología
Etimológicamente, el término específico hernandezi es un epónimo que refiere al apellido de la persona a quien fue dedicada, el biólogo colombiano Jorge Hernández Camacho.
Relaciones filogenéticas
Las poblaciones de esta especie tradicionalmente eran asignadas a una especie muy similar, la paca de montaña (Cuniculus taczanowskii), la cual habita los bosques de montaña andinos desde Venezuela, pasando por Colombia, Ecuador y Perú hasta Bolivia; esta última en Colombia no es simpátrica, ya que se distribuye en la cordillera Oriental y en la sabana de Bogotá, por lo que ambas se desarrollaron evolutivamente de manera alopátrica. Un análisis molecular de su ADN mitocondrial reveló que las dos pacas cordilleranas son especies distintas, lo que fue ratificado por rasgos merísticos al encontrarse diferencias significativas entre los cráneos de las dos especies. 
Estudios filogeográficos ratificaron que las barreras físicas entre ambas cordilleras impiden cualquier posible flujo genético entre los dos taxones.
La paca de Hernández era bien conocida por los pobladores de las comunidades étnicas locales y campesinos, los que daban cuenta de la carne del roedor como parte de su dieta, dadas sus cualidades proteicas. También era mantenida en cautiverio y exhibida en parques zoológicos, por ejemplo en el zoo de Santa Fe, donde es una atracción del “Safari nocturno”. Su reproducción es lenta debido a una larga duración de gestación (5 meses) y camadas muy pequeñas (sólo un máximo de 2 crías por hembra).
Se cree que este animal cuenta con gran potencial para aplicaciones médicas debido a sus estrategias biológicas para la cicatrización de heridas con una destacada capacidad regenerativa, ya que los especialistas observaron que ejemplares en cautividad si se lesionan, las lastimaduras no se infectan ni se inflaman, sanándolas por sí mismos, sin necesidad del empleo de algún tipo de antibiótico o medicamento.

## Distribución
Este roedor se distribuye de manera endémica en selvas de las vertientes de la cordillera Central, en el departamento de Antioquia, localizado al noroeste de Colombia.

## Características
Este mamífero puede llegar a pesar alrededor de 6,4 kg, lo que lo ubica entre los roedores más grandes del mundo.